# Judeo-masonería

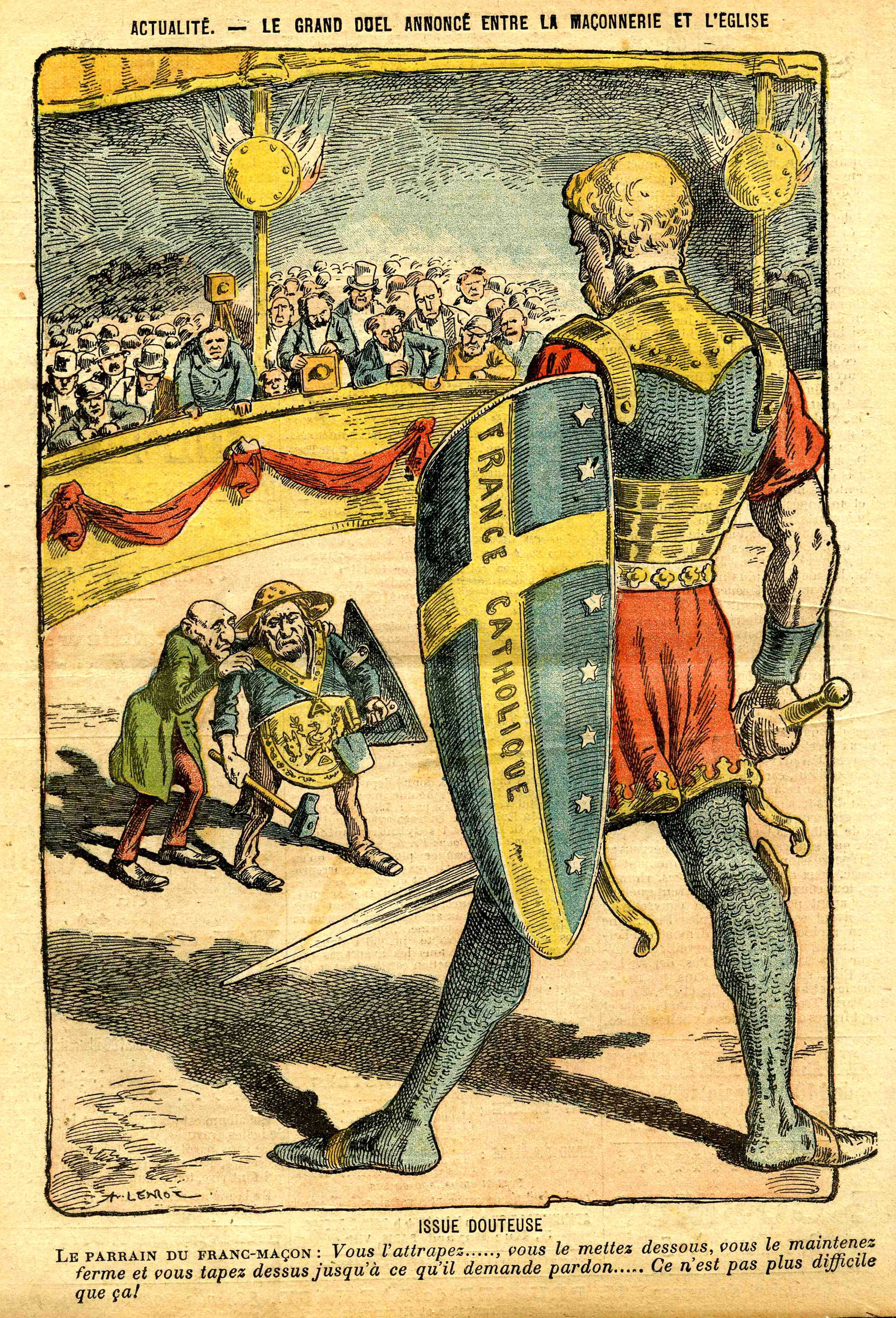
Francia católica atacada por la judeomasonería, con una influencia del primero sobre el segundo, dibujo de Achille Lemot para el periódico Le Pèlerin, 12 de octubre de 1902.

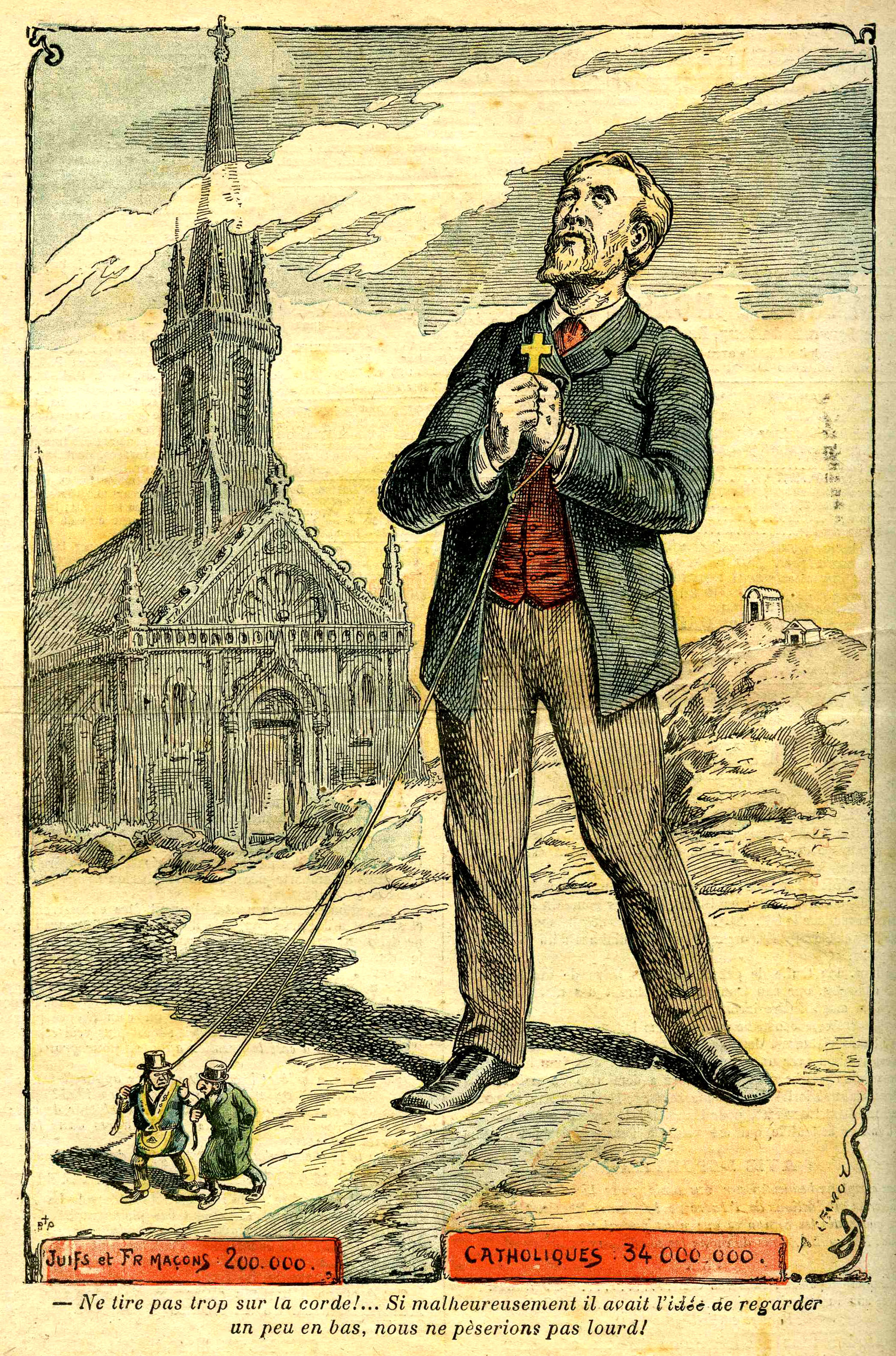
Francia católica conducida por judíos y masones aliados, dibujo de Achille Lemot para el periódico Le Pèlerin, 31 de agosto de 1902.

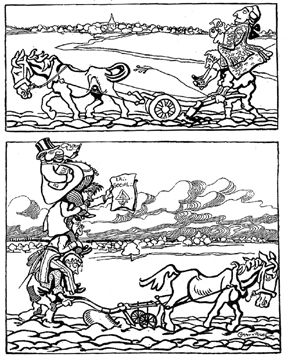
La Revolución francesa: antes y después, caricatura del dibujante francés Caran d'Ache publicada en 1898 durante el Caso Dreyfus. Aunque el Antiguo Régimen tampoco aparece como idílico, se muestra la situación contemporánea como un aumento de la opresión, que las mejoras técnicas (obsérvese la vertedera del arado) no alivian, y a la que contribuyen el capitalismo financiero (el banquero con su sombrero de copa y su cartera), el masón (con su escuadra y plomada) y el judío (con su nariz curva, referencia a la judeo-masonería).

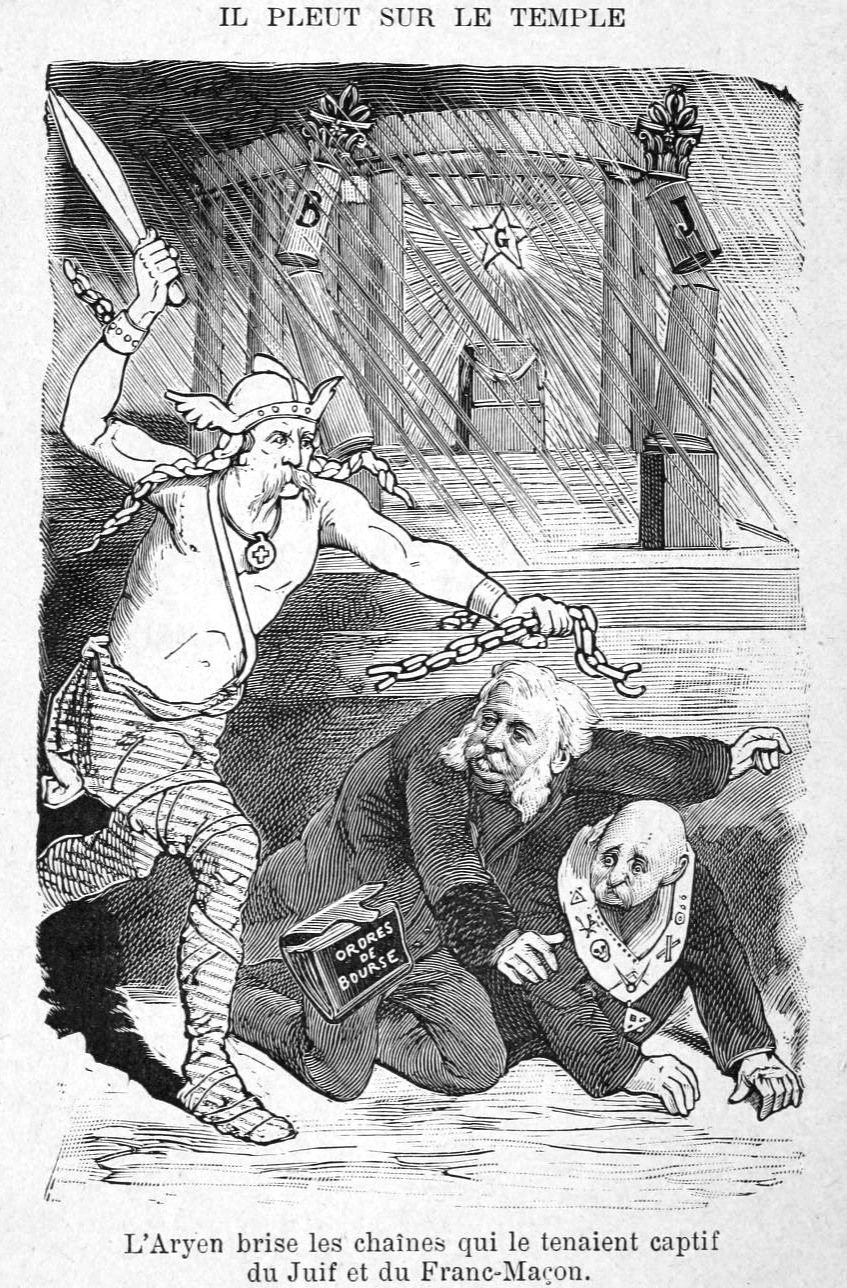
"El ario rompe las cadenas de la judeo-masonería", dibujo de 1897 en un libro de Augustin-Joseph Jacquet, Francia

El término judeo-masonería, judeo-masónico, contubernio judeo-masónico o conspiración judeo-masónica se relaciona con teorías conspirativas que atribuyen a la francmasonería y al judaísmo un papel protagonista en situaciones de influencia, alianza y/o subordinación. El término es empleado principalmente por adversarios de estos dos grupos, sean antimasónicos, antijudaicos o antisemitas.

## Historicidad del término
La amalgama entre esos dos grupos fue hecha por los católicos franceses durante los años posteriores a la publicación del libro de Augustin Barruel Memoria para servir a la historia del Jacobinismo, en 1797, donde denuncia una conspiración masónica en la revolución francesa. Algunos años después, las logias masónicas se abren a los judíos y los dos grupos son entonces relacionados. En 1871, a los judíos de Argelia francesa se les concede la nacionalidad francesa por los decretos Crémieux, en referencia a Adolphe Crémieux, ministro de Justicia, a la vez judío y francmasón. Su denuncia constituye el verdadero nacimiento de la "conspiración judeo-masónica".

## Teóricos

### sigloXIX
En 1816 Johann Christian Ehrmann publica en Alemania de manera anónima un libro apoyando la tesis de que los judíos masones de Fráncfort del Meno querían una república mundial fundada sobre el humanismo. Ehrmann era francmasón.
En 1850, el sacerdote católico Antonio Bresciani publicó la influyente novela L'Ebreo di Verona (El judío de Verona). También propagó sus doctrinas antisemitas y antimasónicas a través de la revista de los jesuitas La Civiltà Cattolica, publicación que contribuyó a fundar en 1850.
Según Jacob Katz, es en un libro de 1852 de Eduard Emil Eckert, que una hostilidad común contra francmasones y judíos fue argumentada por primera vez.

### sigloXX
En 1903, Isidore Bertrand defiende la tesis en un libro.
En 1921, Ernest Jouin retoma la tesis.
En 1929, Léon de Poncins asocia igualmente las dos comunidades.
En 1932, el sacerdote católico Juan Tusquets publica Orígenes de la revolución española, considerada la obra con la que introduce en España el mito de la conspiración judeo-masónica internacional.
En 1935, Joseph Santo denuncia una conspiración judeomasónica en la represión de los disturbios del 6 de febrero de 1934.
En las décadas de 1940 y 1950, Barry Domvile señala a la organización "judmas", un contubernio judeomasónico responsable de una influencia negativa sobre la historia mundial.

## Oponentes a la tesis
Gustave Bord fue uno de los primeros historiadores en negar la existencia de una conspiración judeomasónica.

## Conspiración judeo-masónico-comunista-internacional
Conspiración judeo-masónico-comunista-internacional, a veces denominada conspiración judeo-masónico-marxista-internacional, contubernio judeo-masónico-comunista, es una teoría de conspiración que sostiene la existencia de una supuesta coalición secreta de la que formarían parte los judíos, la masonería y el comunismo, que pretenderían un fin oscuro (de una u otra forma, el dominio del mundo). El término se construye con la adición de la capacidad revolucionaria del comunismo a la tesis del siglo XIX de la conspiración judeomasónica o de la fusión de esa tesis con la del siglo XX del judeo-bolchevismo.

## En la cultura popular
- El tema aparece en la novela histórica de Umberto Eco, El cementerio de Praga.